# 若雷线

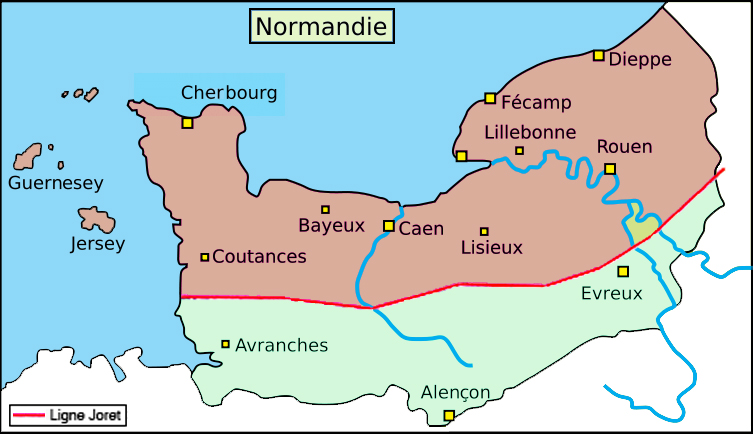
诺曼底的若雷线

若雷线（法語：ligne Joret）是奥依语语言学研究中的一条同言线，1883年由夏尔·若雷首次在其著作《诺曼底方言的特征及其发展》（Des caractères et de l’expansion des patois normands）中提出。位于该线以北及以西的方言中，俗拉丁语中位于/a/前的/k/及/g/得到了保留，而在该线以南及以东的方言中，位于/a/前的/k/及/g/则颚化了。颚化的结果是，在古法语中，这两个音变成了/tʃ/及/dʒ/，而现代法语中则是/ʃ/及/ʒ/。
若雷线以北及以西的方言是皮卡第方言及部分诺曼底方言，而以南及以东的方言则是包括南部诺曼底方言在内的其它使用于诺曼底南部、瓦隆尼亚及法国北部的奥依语。该线以北及以西的地区有时也被称作诺曼-皮卡第地区（Normano-Picard）。

## 地理
若雷线以北及以西的地区属于诺曼底北部及皮卡第地区，这些地区的方言的特征是，保留了拉丁语的音节/ka/ （如cat，“猫”）及/ga/（如gambe，“腿”），而其他地区的大部分奥依语对应的音节都发展为了/ʃa/（如chat，“猫”）及/ʒa/（如jambe，“腿”）。
若雷线以北及以西的地区包括海峡群岛（包括泽西的泽西方言、根西的根西方言及萨克的萨克方言）。在大陆部分，该地区则包括从格朗维尔直至与弗拉芒语交界的地区。因此，这条线将芒什省、卡尔瓦多斯省、奥恩省及厄尔省都分割成了两部分。
而若雷线以南及以西的地区，包括诺曼底南部、皮卡第的东南角的方言，均不能被严格称作「诺曼-皮卡第」方言，因为其并没有若雷线内的语音特征。因此，历史地理上的诺曼底及皮卡第两旧省边界与方言边界并不重合。

## 语音特征
若雷线以北以西的诺曼-皮卡第方言再辅音上最主要的特征是保留了“硬” [k]（拼写上，a、ou、u、o之前写作c，e、i之前写作qu），而其他奥依语，包括现代标准法语则发展成了[ʃ]（拼写作ch）。同样地，北边[g]保留硬音，而以南则颚化为了[ʒ]（拼写作j）。
示例：
- [k] ~ [ʃ]

保留了晚期拉丁语的/ca/：
- 拉 *captiāre > 诺-皮 cachi(er), cacher （> 英 to catch “抓”[Note 2]) / 法 chasser “打猎，驱逐，赶走”（> 英 to chase）
- 拉 campanea > 诺-皮 campagne > 法 campagne “原野，乡村” / 古法 champagne（法语中有许多包含Champagne的地名，以及champagne “香槟酒”来自古法）
- 拉 *accaptāre > 诺-皮 acater （英 to cater “供应饮食”）/ 法 acheter “买”
- 拉 excappāre > 诺-皮 e(s)caper （法 rescapé “幸存者” 来自诺-皮）/ 法 échapper “逃跑”
- 高 *kaliavo > norm. pic. cailleu, caillou > 法 caillou “小石子”/ 古法 chaillou

因为颚化发生之后又发生退行，导致后接元音发生变化的情况：
- 拉  canis > 诺-皮 ki(e)n, quien / 法 chien “狗” （比较其派生词 法 chenil “狗窝”，英 kennel来自诺曼语）
- 拉  capra > 诺-皮 ki(è)vre, queuvre / 法 chèvre “山羊”
- 拉  capreolus > 诺-皮 crevel, quevreuil / 法 chevreuil “狍子”
- 高 *cassano- > 拉  cassinus > 诺-皮 caisne, quesne, quêne / 法 chêne “橡树”

晚期拉丁语中词尾的/a/不发音的情况：
- 拉 vacca > 诺-皮 vake, vaque / 法 vache “母牛”
- 法兰克语 *pokka > 诺-皮 poke, pouque （> 英 pocket） / 法 poche “袋”
- 高 *tsŭkka > 诺-皮 choque, chuque, chouque / 法 souche “树桩”

其他情况：
- 古诺斯语 vik > 诺曼语 viquet > 法 guichet “窗口”
- 法兰克语  *lekkôn > 诺-皮 lequi(er), léquer / 法 lécher “舔”
- 法兰克语  skina > 诺-皮 e(s)kine / 法 échine “脊柱”

[g] ~ [ʒ]的例子：
- 拉 gamba > 诺-皮 gambe / 法 jambe “腿”
- 高 *gallos > 诺-皮 galet > 法 galet “卵石” / 法 jalet “用弩投射用的石子”
- 法兰克语 *garba > 诺-皮 garbe, guerbe / 法 gerbe “捆”
- 法兰克语  *gardo > 拉 (hortus) gardinium > 诺-皮 gardin （> 英 garden） / 法 jardin “花园” 等等

## 第二同言线
在“若雷线”的概念中，还有一个辅音特征，即在诺曼底-皮卡第方言中发生所谓“嘘化”（chuintement，即齿龈音之颚音化）：中央法语中拼做ce, -sse, ci, si, s(o)u的词，在诺-皮中拼做che, chi, ch(o)u，并且发音为[ʃ] （或[tʃ]）。诺-皮中此种情况虽然与中央法语一样都发生了颚化，但这类辅音的颚化方向不同，古法语中此类辅音先发生了齿塞擦音化（拉cervus > *karf > 皮 cherf [ʧerf]，诺 cherf [ʃerf]，法 cerf [ʦerf] 之后再变成[serf]）。
例子：
- 诺-皮 chiel, cyil / 法 ciel “天”
- 诺-皮 plache, pllèche / 法 place “地方，广场”
- 诺-皮 chi(n)quante / 法 cinquante “五十”
- 诺-皮 ch(e)rise （> 英 cherry）、 chise / 法 cerise “樱桃”

于是，如果在同一词中同时出现上述两种辅音特征的话，操中央法语的话者会出现无法理解的情况，如：
- 诺-皮 cache / 法 chasse “狩猎，追逐”
- 诺-皮 chouque, chuque / 法 souche “树桩”
- 诺-皮 canchon / 法 chanson “歌”
- 诺-皮 cauchie / 法 chaussée “道路”

## 第三条同言线
值得一提的是，除上述两条同言线之外，还有另一条不包括在若雷线内的同言线，但在诺曼底境内多少与若雷线相重合，并且还延伸至整个法国东北部，此条同言线以北以东的地区包括皮卡第、瓦隆尼亚、香槟、洛林的全境及一部分勃艮第。此条同言线以北以东的地区保留了日耳曼来源词的[w]（拼写作w或v），而以南的区域则演变成了[g]（拼写作g或gu）。如：
- 拉 vespa / 法兰克语 *waspa “胡峰” （比较英语wasp） > 皮 Wespe，诺 Vêpe ~ 法 guêpe
- 法兰克语 *wala hlaupan “奔驰” （比较英语well和leap） > 皮、古诺曼语 waloper （> 英 wallop “猛冲，痛殴”）； 法 galoper （> 英 gallop “疾驰”）
- 法兰克语 wahtôn “看守，监视” （比较英语wake和watch） > 皮、古诺 wait(i)er （>英 wait “等待”）；古法 guaitier，法 guetter “警戒，监视，守候”
- 法兰克语 *werra > 古皮、古诺  werre、warre （> 英 war）；法 guerre “战争”
- 古诺斯语 vik “海湾，角落，躲藏处” >古诺 wiket （>英 wicket “小门”）> 北部诺曼语 viquet；南部诺曼语、法 guichet “窗口”
- 法兰克语*walu “棍，棒” （比较古英 walu “脊，陇” > 英 wale “条状隆起的伤痕，凸条纹，箍条，垄”，weal “条状隆起的伤痕”）>北诺 vaule, vaôle ；南诺、法 gaule “钓竿, 长竿, 马棒”

## 专有名词
上述的辅音变化特征能够在不同地区的地名及人名中观察到。方言中的这些专名虽然也会随着若雷线一起跟随时间变化，但在二十世纪前都相对普通名词要更为稳定一些。同样地，在第一次世界大战之前，姓氏一般会集中在其起源地周边。
地名的例子：
- 晚期拉丁语 *Campaniacum：在厄尔省既有地名Campigny（康皮尼），也有Champigny-la-Futelaye（尚皮尼-拉菲特莱）
- Cambrai（康布雷） / Chambray（尚布赖）
- Carentan（卡朗唐） / Charentonne（沙朗托讷河）
- Vauville（沃维尔 (卡尔瓦多斯省)、沃维尔 (芒什省)） / Gauville（戈维尔、戈维尔 (奥恩省)、戈维尔拉康帕涅）
- Camprond（康普龙） / Champrond（尚普龙（法语：Champrond））

人名的例子：
- Caudron / Chaudron
- Cauvin / Chauvin
- Sénécal / Sénéchal
- Duquesne / Duchesne 等等
- Guérard / Gérard
- Guilbert / Gilbert 等等
- Marécal / Maréchal

## 脚注及参考资料

### 脚注
1. ↑  以下语言用简写表示：“拉”代表拉丁语，“诺-皮”代表诺曼-皮卡第方言，“法”代表现代标准法语，“古法”代表古法语，“英”代表英语，“高”代表高卢语
2. ↑  这是英语中唯一一个来自诺曼底语的不规则动词